# Control de tránsito

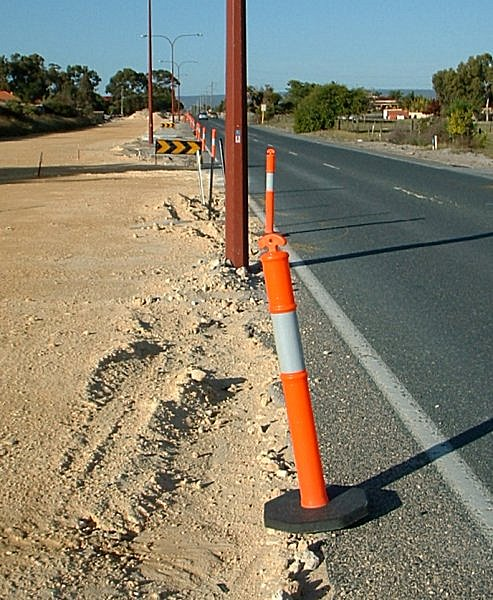
Señales de control separando la carretera del sitio de trabajo vial

El control de tránsito o control de tráfico vial implica la organización de la circulación vehicular y peatonal alrededor de una zona de obras viales o accidentes, asegurando la seguridad de los equipos operativos involucrados y del público.
También refiere al uso de circuitos cerrados de televisión y otros medios de monitorear el tráfico para manejar el flujo de tránsito proveyendo en caso necesario advertencias sobre congestiones u otros inconvenientes.